# Saint-Martin-d'Ary
Saint-Martin-d'Ary è un comune francese di 520 abitanti situato nel dipartimento della Charente Marittima nella regione della Nuova Aquitania.

## Società

### Evoluzione demografica
Abitanti censiti